# Francisco Peixoto de Lacerda Vernek
Francisco Peixoto de Lacerda Vernek, segundo barão com grandeza de Pati do Alferes, (Conceição do Alferes, 6 de fevereiro de 1795 — Conceição do Alferes, 22 de novembro de 1861) foi um fazendeiro, militar e nobre brasileiro.

## Biografia
Nasceu na fazenda da Piedade na então freguesia de Nossa Senhora da Conceição do Alferes, atual Paty do Alferes.
Estudou no Seminário São José do Rio de Janeiro como aluno interno.
Integrou, em 1822, como tenente de Cavalaria, os esquadrões de Milícias, formado na maior parte por fazendeiros da Serra Fluminense com o objetivo  de proteger o futuro imperador Dom Pedro I na ocasião do "Fico" contra as tropas portuguesas comandadas pelo general Avilez. Durante as lutas pela Independência do Brasil tinha a patente de tenente de cavalaria. Foi  promovido a capitão (1824), major (1830) e coronel (1831), realizando serviços de prender desertores e bandidos.
Foi agraciado com o título de barão de Pati do Alferes (o segundo do nome) em 15 de dezembro de 1832; elevado a honras de grandeza em 2 de julho de 1853.
Foi também fidalgo Cavaleiro da Casa Imperial, comendador da Imperial Ordem da Rosa e cavaleiro da Ordem de Cristo.
Organizada a Guarda Nacional, passou a comandante-chefe da 13ª Legião sediada na vila de Valença, mas também com atuação nas vilas de Vassouras e Paraíba do Sul. Neste cargo, em 1838, usando apenas as tropas da região sob seu comando, perseguiu e capturou os escravos que fugiram das fazendas de Paty do Alferes durante a revolta liderada por Manuel Congo, a maior que ocorreu na região. Outro serviço em que se destacou foi o cerco do quilombo de Entre-Rios.
Como comandante da 13ª Legião da Guarda Nacional, ainda teve atuação marcante durante a Revolução Liberal de 1842, quando na ponte do Rio Negro, divisa da província de Minas Gerais, esteve a frente de 800 homens em apoio do governo legal.
Foi deputado eleito à Assembléia Provincial de 1844 a 1845, com 302 votos.
Foi presidente e vice-presidente da Sociedade Promotora da Civilização e Indústria da Vila de Vassouras, fundada em 1832, e membro do Imperial Instituto Fluminense de Agricultura.
Contribuiu em 1855 com quatro contos de réis para a comissão construtora da estátua eqüestre de Dom Pedro I, que foi levantada na atual praça Tiradentes, centro do Rio de Janeiro.
Em 1844 foi eleito membro do Conservatório Dramático do Rio de Janeiro.
Em 1859, Dom Pedro II, sem ser esperado, foi recebido para hospedagem em sua casa da vila de Paty do Alferes.
Ao morrer, era possuidor de cerca de um mil escravos e sete fazendas na região de Paty do Alferes: Piedade, Santana, Monte Libano, Monte Alegre, Manga Larga, Vera Cruz e Conceição.

## Isabelópolis
Pretendeu edificar uma cidade, com o nome de Isabelópolis, em homenagem a Princesa Isabel, assim como já existiam as vizinhas Petrópolis e Teresópolis que homenageiam o imperador Pedro II e sua esposa. O nome batizaria o antigo distrito de Sant’Anna das Palmeiras, criado em outubro de 1855 e pertencente à Vila de Iguassu, atual Nova Iguaçu, na Baixada Fluminense. surgido sob forte influência política do barão.
Para isto, gastou mais de sessenta contos de réis na construção da igreja de Santana das Palmeiras em um arraial às margens da antiga Estrada do Comércio, uma das principais vias de escoamento do café das fazendas do Sul do estado do Rio de Janeiro, e de produtos vindos de Minas Gerais. a estrada impulsionou o progresso em Sant’Anna, que foi próspera até por volta de 1880, quando atingiu seu auge. O distrito era um conhecido pouso de tropeiros, tinha forte comércio e mais de mil moradores. Chegou a abrigar agência dos correios, escolas, entreposto de café, empresas de exportação e barreira fiscal, além de ter vida cultural.
Devido a ampliação da rede de abastecimento de água da Corte (Rio de Janeiro), com a captação na região, fazendeiros da Serra do Tinguá doaram terras para o Império, e imóveis em Sant’Anna foram desapropriados, tudo visando ao reflorestamento para preservação dos mananciais. Também às endemias propagadas por mosquitos e à passagem da estrada de ferro longe deste local, a freguesia de Santana das Palmeiras foi abandonada. No período de decadência de Isabelópolis, o Barão de Paty já havia morrido. Aos poucos, moradores de Sant’Anna das Palmeiras, no alto da Serra do Tinguá, entre os municípios de Miguel Pereira e Nova Iguaçu, foram removidos, e os que ficaram se tornaram guardas d’água dos mananciais. Com o distrito esvaziado, a fundação de Isabelópolis não se concretizou. Até 1900, algumas construções ainda resistiam.
Atualmente, as suas ruínas (algumas paredes, torre sineira, muros do cemitério e fundações de uma casa) estão dentro da mata, na Reserva Biológica do Tinguá, no território do município atual de Miguel Pereira, às margens da Estrada do Comércio, em região hoje completamente desabitada. A imagem de Sant'ana e o sino foram transferidos para a Igreja da localidade de Conrado, distrito do município de Miguel Pereira. Os livros de registros de nascimentos e óbitos do distrito, que fazem parte do acervo da Cúria Diocesana de Nova Iguaçu. Em 1889, a Câmara de Iguaçu insistia no fim da freguesia pela sua pouca população. Com a Proclamação da República, a Assembleia Estadual, pelo Decreto nº 1 e 1-A de 1892, transformam a área da antiga freguesia no distrito de Santana das Palmeiras, anexado à vila de Iguaçu. A divisão administrativa de 1911 ainda manteve um distrito denominado Santana das Palmeiras no município de Iguaçu, mas, em 1919, este passa a se denominar Santa Branca.

## Família
Era filho do sargento-mor e capitão de cavalaria de 2ª linha Francisco Peixoto de Lacerda, natural da Ilha do Faial, Açores, e de sua mulher Ana Matilde Vernek, fluminense, que por sua vez era filha do sargento-mor Inácio de Sousa Vernek e de Francisca Laureana das Chagas.

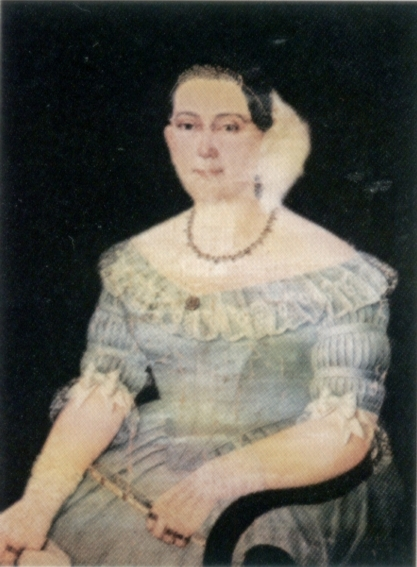
Maria Isabel de Assunção Gomes Ribeiro de Avelar, segunda baronesa de Pati do Alferes

Casou com Maria Isabel de Assunção Gomes Ribeiro de Avelar (fazenda Monte Alegre, Paty do Alferes, 8 de março de 1808 — 7 de maio de 1866), filha do fazendeiro Luís Gomes Ribeiro de Avelar e de Joaquina Matilde de Assunção. Os irmãos de Maria Isabel de Assunção eram Paulo Gomes Ribeiro de Avelar, barão de São Luís, Cláudio Gomes Ribeiro de Avelar, barão do Guaribu, João Gomes Ribeiro de Avelar, visconde da Paraíba. Também era sobrinha de Joaquim Ribeiro de Avelar, barão de Capivari, e tia do Barão de São Geraldo.
O casal foi teve seis filhos, dentre os quais: Luís Peixoto de Lacerda Werneck, advogado, diplomata  e fazendeiro;  Manuel Peixoto de Lacerda Werneck, advogado, fazendeiro e político; Mariana Isabel de Lacerda Werneck, mulher do advogado Francisco de Assis Furquim de Almeida; e Maria Isabel de Lacerda Werneck, mulher do  médico português Joaquim Teixeira de Castro, visconde de Arcozelo.

## Pensamento e obra
Escreveu a obra Memória sobre a Fundação e Custeio de uma Fazenda na Província do Rio de Janeiro, editada no Rio de Janeiro, por E.& H. Laemmert em 1847 (1ª edição). A obra foi revista e ampliada por seu filho, Luís Peixoto de Lacerda Werneck, que a republicou em 1853 (2ª edição) e em 1873 (3ª edição). Em 1988, a Biblioteca do Senado publicou uma quarta edição com introdução histórica.
O opúsculo foi escrito com o propósito de orientar seu filho, então estudante de direito canônico na Europa, sobre a melhor maneira de manter o frágil equilíbrio social entre escravos e senhores.  É considerado um clássico para o entendimento das relações sociais entre senhores e escravos durante o final da escravidão no Brasil.

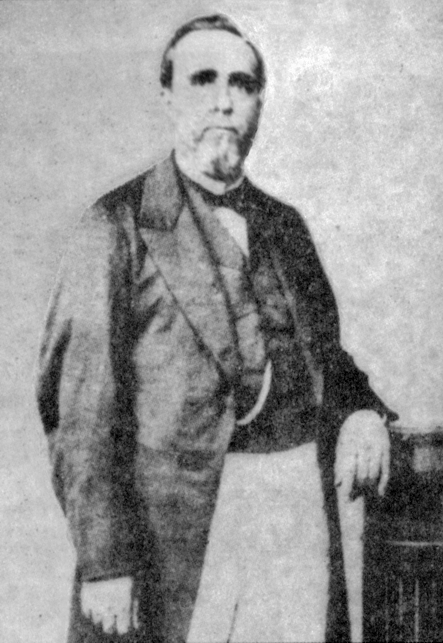
Segundo barão de Pati do Alferes com cerca de 60 anos

Escreveu ele: "Não se dirá que o preto é sempre inimigo do senhor; isto só sucede com os dois extremos, ou demasiada severidade, ou frouxidão excessiva, porque esta torna-os irascíveis ao mais pequeno excesso deste senhor frouxo, e aquela toca-os à desesperação".
O sistema de escravidão, para ele, não estava adequado, era "o germe roedor do Império do Brasil que só o tempo poderá curar" (o filho alterou o texto para "um cancro roedor"), formado por escravos "cujo preço atual não está em harmonia com a renda que deles se pode tirar, ainda de mais acresce a imensa mortandade a que estão sujeitos".
O bom tratamento dos escravos, dizia ele, era a base da produtividade. Devia-se alimentar bem os escravos dando-lhes três refeições por dia: "feijão temperado com sal e banha, às vezes carne, e angu asseguram o bom rendimento do trabalho". O senhor deveria ser severo, "justiceiro e humano": os escravos deveriam ser convertidos à doutrina cristã, fazendo-os confessar e respeitar os domingos e dias santos, pois os hábitos religiosos evitam as revoltas. Dever-se-ia cuidar de que houvesse "troca de roupa semanal, para que [os escravos] não vestissem roupas molhadas". Os doentes deveriam ser tratados "com todo o cuidado e humanidade". Dever-se-ia "proibir severamente a embriaguez, pondo [os escravos bêbados] no tronco até passar a bebedeira, castigando-os depois com vinte até cinqüenta açoites".
Para evitar insurreições, algumas concessões deveriam ser feitas. O fazendeiro deveria "o mais próximo que for possível, reservar um bocado de terra onde os pretos façam as suas roças, plantem o seu café, o seu milho, feijão, banana, batata, cará, aipim, cana etc. Não se deveria porém consentir que a colheita [dos escravos] seja vendida a outrem, e sim ao seu senhor, que deve fielmente pagar-lhe por um preço razoável, isto para evitar extravios e súcias de tabernas. (..) "Estas suas roças, e o produto que delas tiram, fazem-lhes adquirir um certo amor ao país, distraí-los um pouco da escravidão e entreter o seu pequeno direito de propriedade. (…) O extremo aperreamento desseca-lhes o coração, endurece-os e inclina-os para o mal".
Em resumo, disse sobre os escravos que "eles são o nosso melhor capital". E agiu em vida como recomendou: há registros de que ele mandava açoitar os escravos preguiçosos e relapsos, mas também de que tinha cuidado para que não faltasse carne de porco ou carne-seca na ração dos cativos, o que não era comum entre os proprietários de escravos.
Na mesma obra, anteviu os problemas ambientais que, antes do final do século XIX, arruinariam as plantações de café no vale do rio Paraíba do Sul. Deplorou "as derribadas que em menos de uma hora deixam em cinzas tudo aquilo que a natureza demorou séculos para criar. (…) [A devastação] mete dó e faz cair o coração aos pés daqueles que estendem suas vistas à posteridade e olham para o futuro que espera seus sucessores". Como paliativo sugeriu a plantação de "paus de lei" ao longo dos caminhos e estradas.